# Millenniummon
Millenniummon (ミレニアモン?) è un personaggio immaginario della serie di videogiochi di Digimon il cui protagonista è Ryō Akiyama. Si tratta di un mostro appartenente al media franchise dei Digimon.
Millenniumon è sempre il boss finale dei videogiochi in cui appare, ma in qualche modo è allo stesso tempo anche il Digimon partner del protagonista Ryō Akiyama, il quale a sua volta è un personaggio molto singolare, in quanto lo si potrebbe definire una sorta di Jolly del media franchise dei Digimon perché unico a comparire in diversi media. È infatti presente sia in molti titoli per il sistema di gioco WonderSwan, sia negli anime dove è l'unico umano ad essere presente in diverse continuity essendo tra i protagonisti di Digimon Tamers ma compiendo anche alcuni cameo nella continuity di Digimon Adventure e Digimon Adventure 02, sia nel manga Digimon Adventure V-Tamer 01 dove appare in un episodio "crossover" in cui incontra il protagonista Taichi e Zero.
Millenniummon è un Digimon malvagio di tipo sintetico che fu creato come risultato della DNAdigievoluzione di Machinedramon e di un Kimeramon per ragioni sconosciute. Appare in Digimon Battle Spirit ed in Digimon Adventure: Anode/Cathode Tamer, mentre la sua forma alternativa Moon=Millenniummon, sempre nel ruolo di boss finale, è presente in Digimon Adventure 02: Tag Tamers ed in Digimon Adventure 02: D-1 Tamers, ed infine la sua seconda forma alternativa ZeedMillenniummon svolge sempre lo stesso ruolo in Digimon Tamers: Brave Tamer e in Digimon Tamers: Battle Spirit Ver. 1.5.

## Aspetto e caratteristiche
Il nome "Millenniummon" deriva parzialmente dalla parola latina "millennium", ovvero "millennio", il periodo di mille anni, e dal suffisso "-mon" (abbreviazione di "monster"), che tutti i Digimon hanno alla fine del loro nome. Quindi, Millenniummon significa letteralmente "mostro del millennio". Questo nome potrebbe essere derivato dai poteri spazio-temporali del Digimon, che con il suo attacco Time Warp (Distorsione del Tempo) può intrappolare i suoi nemici in una dimensione parallela per un tempo infinito.
Millenniummon è un Digimon sintetico enorme generato dalla fusione di un Kimeramon e del Padrone delle Tenebre Machinedramon ed il suo aspetto, contrariamente ad altre DNAdigievoluzioni in cui il Digimon risultante è completamente diverso dai due che lo compongono, ricalca abbastanza quello dei due Digimon malvagi. Il corpo di base è quello di Kimeramon, seppur con le dovute differenze. Più che un aggregato casuale di Digimon, infatti, il corpo di Millenniummon è più omogeneo, con un corpo rosso più esile di quello precedente di Greymon, cranio che ora sembra più simile a quello dello stesso Greymon o di MetalGreymon piuttosto che a quello di Kabuterimon, le quattro braccia che ora sembrano tutte simili a quelle di Devimon e zampe che, più che di Garurumon, sembrano di BlackGarurumon. Il corpo di Millenniummon è quindi sovrastato da una sorta di "fantasma" di Machinedramon, che non sembra parte integrante del corpo ma che è comunque distinguibile dal corpo principale. Infine, sulla schiena di questo "fantasma", sono presenti i due caratteristici cannoni di Machinedramon, sua arma devastante.
Come detto, Millenniummon dispone di poteri spazio-dimensionali che lo rendono un Digimon molto potente. Si dice addirittura che sia impossibile da battere.

## Apparizioni

### Digimon Adventure: Anode/Cathode Tamer
Millenniummon fu creato quando un Kimeramon morente si fuse con Machinedramon, ormai ferito a morte (questo Machinedramon era uno dei Padroni delle Tenebre, fu sconfitto da WarGreymon, ma in qualche modo riuscì a sopravvivere), in una singola entità. Innaturalmente forte, Millenniummon sconfigge velocemente i Digiprescelti ed i quattro Digimon Supremi. Il suo potere è così enorme che lo stesso Digiworld diviene distorto e perde il suo equilibrio. Apparentemente non soddisfatto di sconfiggerli semplicemente, Millenniummon imprigiona quindi i Digiprescelti e riporta in vita i loro precedenti nemici (Devimon, Etemon, Myotismon e Piedmon) per sorvegliarli.
Il partner di Tai Kamiya, Agumon, riesce in qualche modo a scappare portando con sé il Digivice di Tai. Usandolo, Agumon chiama disperatamente aiuto. Solo un bambino, Ryō Akiyama, risponde alla chiamata. Dopo il suo arrivo, Ryo crede di stare semplicemente vivendo un sogno molto vivido finché non viene ferito da un Kuwagamon. Il ragazzo acconsente ad aiutare a liberare i Digiprescelti e a fermare Millenniummon, anche se le possibilità di riuscita tendono quasi a zero.
Da parte sua, Millenniummon non si preoccupa di Ryo e del suo crescente numero di Digimon alleati, anche se i suoi Digimon Oscuri riportati in vita iniziano ad essere sconfitti ed i Digiprescelti liberati. Millenniummon nota che Ryo sembra avere uno strano potere e si accontenta di rimanere a guardare il giovane. Quando Ryo riesce finalmente a raggiungere il suo castello, Millenniummon appare nella sua forma di livello evoluto (a seconda di quale gioco si sia scelto di giocare, Anode Tamer o Cathode Tamer, il giocatore si confronta con Kimeramon o con Machinedramon) prima di rivelare la sua vera forma.
Dopo una lunga e difficoltosa battaglia, Millenniummon viene sconfitto e Tai, ultimo Digiprescelto tenuto in ostaggio, viene liberato. Dopo essere stato ringraziato da Tai e dopo un addio commovente con Agumon e con gli altri Digimon, Ryo torna a casa.

### Digimon Adventure 02: Tag Tamers
In questo gioco Millenniummon appare dopo che Ryo sconfigge Diaboromon. Il Digimon divide Digiworld in due parti con un attacco, distruggendo la montagna in cui si trovavano Tai e Agumon e trasformandoli in statue di pietra. Viene sconfitto una volta da Ryo, ma dopo la sconfitta crea una porta che appare vicino al villaggio. Questa porta richiede sei chiavi, altrimenti non potrà aprirsi. Nell'altra metà di Digiworld, prima che Ken Ichijouji combatta anche lui contro Millenniummon, un Elecmon riferirà di voci che dicono che esiste una porta che conduce al cuore, alla mente e all'anima di Millenniummon (la traduzione include tutte e tre nella definizione). Dopo aver sentito ciò, anche Ken sconfigge Millenniummon.
Tuttavia, Millenniummon non è ancora sconfitto definitivamente. Ryo e Ken devono trovare i nove pezzi che compongono il Digiuovo del Desiderio, poiché questi costituiscono le chiavi della porta. Dopo aver attraversato la porta, i due dovranno affrontare e vincere sei battaglie contro i nemici nel mondo della mente di Millenniummon (così lo chiama lo stesso Millenniummon), prima di affrontare Moon=Millenniummon. Sconfiggere Moon=Millenniummon riporterà Tai e Agumon alla normalità, ma Millenniummon appare e scaglia i suoi Semi delle Tenebre verso Ryo. Ken interviene e subisce l'attacco, che penetra la base del suo collo, al posto dell'amico. Millenniummon afferma che il suo potere è eterno e sparisce.
Wormmon racconterà di come Ken diviene quindi sempre più freddo con lui, ma spera che ciò cambi in meglio. Ken, d'altra parte, nei suoi panni dell'Imperatore Digimon, sale su una collina del Mare Oscuro, affermando di essere diverso da Millenniummon perché lui è l'Imperatore Digimon. Ciò contribuisce a costruire la storia di Ken in Adventure 02.

## Altre forme
Il nome "Millenniummon" si riferisce solo alla prima forma di livello mega di questo Digimon. Durante i vari giochi della serie Millenniummon acquisisce l'abilità di digievolvere in alcune forme più potenti, ognuna con un nome e degli attacchi speciali differenti. Millenniummon è quindi principalmente solo la forma in cui questo Digimon appare per la prima volta.

### Kimeramon e Machinedramon
Millenniummon viene originato quando un Kimeramon in fin di vita DNAdigievolve con Machinedramon, ex appartenente al gruppo dei Padroni delle Tenebre, sconfitto da WarGreymon e anche lui in fin di vita.
Machinedramon appare come primo boss dell'ultimo livello nel Castello di Millenniummon in Digimon Adventure: Cathode Tamer. In Anode Tamer è rimpiazzato da Kimeramon. Entrambi posseggono la Variabile di Apokarimon. Una volta che uno dei due viene sconfitto, Ryo deve poi affrontare la versione combinata dei due, Millenniummon.

### Moon=Millenniummon
Moon=Millenniummon (ムーン＝ミレニアモン Moon-Millenniumon) è la seconda forma di livello mega di Millenniummon ed è un Dio del Male. Il suo nome deriva dalla parola inglese "moon", "luna" e dall'etimologia del nome "Millenniummon". "Moon=Millenniummon" significa quindi "mostro del millennio uguale alla luna". Questa sua similitudine alla luna potrebbe essere causata dal fatto che Moon=Millenniummon è prettamente la forma spirituale di Millenniummon ed è quindi la sua parte "riflessa", così come la luna è visibile solo grazie al fatto che "riflette" la luce solare.
Un Digimon formatosi mentalmente che esiste nelle profondità del subconscio di Millenniummon: poiché Millenniummon possiede una mente confusa, questo Digimon non ha una forma predefinita. Anche se spesso assume una forma simile ad un cristallo, è in grado apparentemente di cambiare la sua forma a causa della rabbia e dell'odio verso i suoi nemici. Inoltre, poiché è costituito mentalmente, non ha un corpo puro e così gli attacchi fisici non hanno effetto su di lui.
Anche se la sua forma fisica, Millenniummon, deve prima essere sconfitta per poter sconfiggere lui, probabilmente non esistono Digimon in grado di sconfiggere Moon=Millenniummon; anche se Millenniummon dovesse essere sconfitto in qualche modo, si dice che Moon=Millenniummon si separerebbe dalla sua defunta forma fisica e riprenderebbe vita attraverso il tempo e lo spazio.
Dopo la sua sconfitta per mano di Ryo e Ken, il Digicuore di Millenniummon si trasforma nella forma di uno spirito sigillato in un cristallo di odio e rabbia. In questa forma, come detto, Millenniummon non ha sostanza fisica. Moon=Millenniummon è il possessore del famigerato Digiuovo del Desiderio. Combatte contro Ryo Akiyama come boss finale di Digimon Adventure 02: Tag Tamers e Digimon Adventure 02: D-1 Tamers. Questa volta il Digimon apre una frattura nello spazio e nel tempo scagliando se stesso e Ryo al suo interno. Nel corso di quest'azione, il cristallo che lo sigilla si rompe ed il Digimon diventa ZeedMillenniummon.

### ZeedMillenniummon
ZeedMillenniummon (ズィードミレニアモン ZeedMillenniumon) è la terza forma di livello mega di Millenniummon ed è un Dio malvagio. Il suo nome deriva dalla parola ebraica "zeed", che letteralmente significa "orgoglioso, fiero, arrogante" ma che nella Bibbia era usata per descrivere i falsi profeti, e dall'etimologia del nome "Millenniummon". "ZeedMillenniummon" significa quindi "arrogante mostro del millennio".
ZeedMillenniummon appare come un drago a due teste la cui parte inferiore è intrappolata in un cristallo ed il resto del suo corpo è circondato da un Digicodice per tenere a bada il suo enorme ma instabile potere.
È in grado di vagare liberamente attraverso il tempo e lo spazio ed è un malvagio re che continua a provare a distruggere tutte le ere ed i mondi. Anche se un Digimon regredisce a Digiuovo se viene sconfitto in battaglia, in occasioni molto rare questo può invece rinascere dai suoi dati frammentati. Secondo una teoria, quando Millenniummon morì al termine di una furiosa battaglia, l'anima oscura che possedeva riuscì a rinascere come ZeedMillenniummon. Inoltre, si narra che le stringhe di Digicodice che circondano il corpo di ZeedMillenniummon siano come catene che sopprimono le sue abilità, ma il responsabile di questo incantesimo scagliato sul Digimon è ignoto. Tuttavia, è stato predetto che se ZeedMillenniummon verrà mai liberato da questo incantesimo, una distruzione abissale si abbatterà su Digiworld. Il Digicodice sulle stringhe è il sito web originale del sito dedicato ai Digimon.
Quando il cristallo che racchiudeva Moon=Millenniummon si schiude, ZeedMillenniummon fa per la prima volta la sua comparsa. Il Digimon combatte contro Ryo Akiyama come boss finale in Digimon Tamers: Brave Tamer, ma compare anche in Digimon Tamers: Battle Spirit Ver. 1.5. È il responsabile della creazione dei Digimon RV affinché attacchino Ryo. Va incontro alla sua fine quando Monodramon forza una DNAdigievoluzione tra loro due, che dà vita ad un Digiuovo. Tuttavia, il vero desiderio di Millenniummon di essere il Digimon partner di Ryo diventa realtà poiché i suoi dati consentono a Monodramon di assumere la forma di Cyberdramon. La causa del temperamento fiero e difficile da gestire di Cyberdramon potrebbe essere la presenza dei dati di ZeedMillenniummon all'interno del suo corpo.

## Accoglienza
Daniel Kurkland di Screen Rant ha classificato ZeedMillenniummon come il secondo Digimon più potente dell'intero franchise. Fiction Horizon ha classificato ZeedMillenniummon come il Digimon più potente.